# Плюрицентрична мова
Плюрицентрична мова — мова, яка має широке поширення в кількох відносно незалежних одна від одної спільнотах-державах, кожна з яких виробляє свої норми для цієї мови, іменовані стандартними мовними варіантами. При цьому мовні варіанти зберігають єдину спільність в рамках єдиного мовного простору і на вищому літературному рівні прагнуть виробити якусь нейтрально-міжнародну норму. Плюрицентрична мова може бути де-факто, базуючись на фактичному мовному матеріалі, і де-юре, коли мовні варіанти мають ще й загальносвітове визнання, тобто зафіксовані в словниках, граматиках тощо.

## Приклади: Плюрицентричні мови де-факто і де-юре

Поширення німецької мови у Європі

- Німецька мова. Свої варіанти мають Німеччина, Австрія та Швейцарія.
- Англійська мова. Свої варіанти мають Велика Британія та США; при цьому спостерігається поступове наближення усіх варіантів, особливо канадського і, меншою мірою, британського й австралійського, до стандартів США, тобто відбувається моноцентризація англійської мови.
- Іспанська мова. Свої варіанти мають Іспанія, Аргентина, Мексика та ін.
- Перська мова. Свої варіанти мають Іран, Афганістан, Таджикистан.
- Португальська мова. Свої варіанти мають Бразилія і Португалія; при цьому спостерігається поступове наближення усіх варіантів, особливо європейського, до бразильських стандартів, тобто моноцентризація португальської мови.
- Гіндустані. Варіант, поширений в Індії, називається гінді, а пакистанський варіант має назву урду.
- Малайська мова. Малайзійський і індонезійський варіанти.
- Сербохорватська мова. Свої варіанти мають Сербія (сербська мова), Хорватія (хорватська мова), Боснія і Герцоговина (боснійська мова) та Чорногорія (чорногорська мова).
- Французька мова. Свої варіанти мають Франція, Квебек, Бельгія. Однак Французька академія не визнає їхнього існування через побоювання тим самим стимулювати дивергентні процеси в мові, помітні де-факто (див. Французька мова в Канаді).